# Topčider

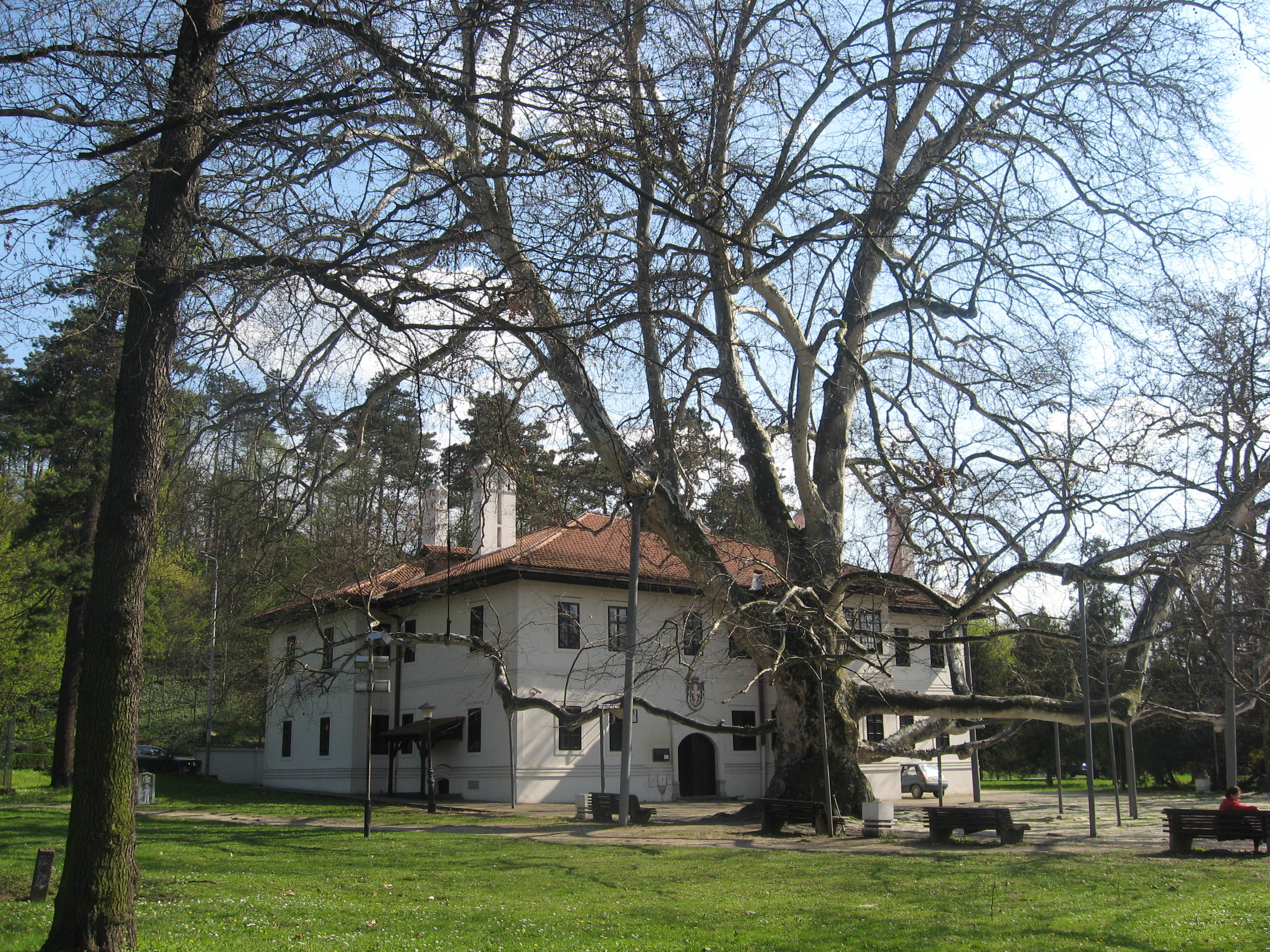
Rezidence knížete Miloše Obrenoviće v Topčideru. Její zbudování iniciovalo v první polovině 19. století rozvoj celé oblasti

Topčider (v srbské cyrilici Топчидер) je název jedné z místních částí Bělehradu. Nachází se na jihozápadním okraji města. Známá je především díky rozsáhlému parku, který se rozkládá na ploše 111 336 m2. Místo patří mezi oblíbené víkendové destinace obyvatel srbského hlavního města. Středem Topčideru prochází také železniční trať.
V prvních dekádách 19. století bylo toto místo, které ve středověku sloužilo jako zázemí tureckému dělostřelectvu při útok na Bělehrad, oblastí s četnými vinohrady a vilami zámožných obyvatel Bělehradu. V první polovině téhož století byl zřízen známý park jako součást rezidence srbského knížete Miloše Obrenoviće. Přítomnost hlavy státu se projevila i v oblasti rozvoje infrastruktury: přestože v druhé polovině 19. století neměl Topčider téměř žádné stálé osídlení, získal vlastní železniční stanici a také tramvajovou trať. V meziválečném období bylo cílem modernizovat celou oblast podle tehdejších evropských standardů. Tento plán však nebyl dokončen vzhledem ke zhoršení mezinárodní situace a vypuknutí druhé světové války. V poválečném období se zrodila myšlenka odstranit železniční trať, která odděluje park Topčider od nedalekého Košutnjaku, avšak nebyla nikdy realizována.